# Trichardis afanasievae
Trichardis afanasievae là một loài ruồi trong họ Asilidae. Trichardis afanasievae được Lehr miêu tả năm 1964. Loài này phân bố ở vùng Cổ Bắc giới.